# Ichalkaranji
Ichalkaranji  pronunciació (?·pàg.) (marathi इचलकरंजी) és una ciutat del districte de Kolhapur a l'estat indi de Maharashtra, a la vora del riu Panchganga a uns 20 km a l'est de Kolhapur. És governada per un consell municipal. Al cens del 2001 figura amb 307.572 habitants; la població el 1881 era de 9.107 i el 1901 era de 12.920 habitants i estava administrada com a municipalitat. És un gran centre de producció tèxtil, coneguda com la Manchester de l'Índia.

## Història
Ichalkaranji fou el nom d'un estat tributari protegit de l'Índia, feudatari de Kolhapur, i part de l'agència de Kolhapur. L'estat s'estenia entre els 16° i 41 minuts Nord, fins als 74° 31 minuts i 74° 50 minuts Est. Estava format per 78 pobles i la superfície era de 622 km² i població de 55.848 el 1881; la deïtat tutelar era Venkatesh i la dinastia regnat era de casta dels bramans i estava entre els principals nobles de Maharashtra. El tribut pagat a Kolhapur era de 200 lliures. La capital era l'actual ciutat d'Ichalkaranji
L'estat fou concedit en inamt vers el 1720 per Santaji Ghorpade al seu fill adoptiu Naro Mahadeo Joshi mort el 1720. La introducció de la indústria tèxtil fou obra de Narayanro Govindrao (1852-1864). La dinastia es va extingir el [1876] i amb permís del govern britànic (doncs no hi havia sanad d'adopció) va pujar al tron (agost) un fill adoptiu descendent del primer shrimant Naro Mahadeo Joshi, que va regnar amb el nom de Narayanrao Govindrao Ghorpade II (mentre fou menor l'estat fou administrat per Kolhapur); el nou sobirà tampoc va tenir fills i va adoptar a un nebot de nom Venkatrao el 1919 però va morir el 1924 i va morir el 21 d'octubre de 1943. Llavors el raja de Kolhapur va nomenar a Vinayak Ghorpade, suposat descendent de Naro Mahadeo Joshi que va regnar uns mesos però la vídua Shrimant Rani Gangabai Maisaheb, va aconseguir finalment que li fos reconegut el dret d'adopció que va voler adoptar a un net (fill d'una filla) de Venkatrao, però llavors la vídua d'aquest va reclamar el dret d'adoptar que li fou reconegut i va adoptar a Govindrao Abasaheb Ghorpade el 1946.

## Llista de Shrimants
- Shrimant NARO MAHADEO JOSHI 1698-1720
- Shrimant VENKATRAO NARAYANRAO GHORPADE 1720-1745
- Shrimant NARAYANRAO VENKATRAO GHORPADE 1745-1770
- Shrimant VENKATRAO NARAYANRAO II GHORPADE 1770-1795
- Shrimant NARAYANRAO [Babasaheb] GHORPADE 1795-1827
- Shrimant VENKATRAO NARAYANRAO III GHORPADE 1827-1838
- Shrimant KESHAVRAO VENKATRAO GHORPADE 1838-1852
- Shrimant NARAYANRAO GOVINDRAO GHORPADE 1852-1864
- Shrimant GOVINDRAO GHORPADE 1864-1876
- Shrimant NARAYANRAO GOVINDRAO [Babasaheb] GHORPADE (II) 1876-1943
- Shrimant VINAYAK GHORPADE 1943-1944
- Interregne 1944-1946
- Shrimant GOVINDRAO [Abasaheb] GHORPADE 1946-1948

## Bandera
La bandera era un banderí biforcat, la part superior negre i la inferior blanca.